# Colonne milliaire du Paradou
La colonne milliaire du Paradou est une borne milliaire de la Via Julia Augusta, au nom de l’empereur Auguste, sise au Paradou en France.

## Localisation
La borne a été trouvée en deux fragments. 
La partie a, supérieure, avec les lignes 1 à 4, trouvée avant 1899, dans le moulin à blé de Manville, au nord du village de Maussane-les-Alpilles. Elle a été creusée en forme du cuvier, pour servir d'auge. 
La partie b, inférieure, avec les lignes 6 et 7 (donc avec la distance de X milles inscrite), est connue dès le début du XVIIe siècle. Elle est alors localisée au quartier du Caladat, dans le Bas-Paradou. 
Le milliaire a été reconstitué en un seul morceau, en 1936, par le musée lapidaire d'Arles, où chaque partie avait été déposée (a en 1934 et b en 1913).

## Historique
Le fragment b de la borne est classé, avec les restes de l'antique voie aurélienne qui traverse les deux communes, au titre des monuments historiques en 1909. Les vestiges de la voie romaine auraient été détruits depuis.